# کلیولند بزرگ
کلیولند بزرگ (به انگلیسی: Greater Cleveland) یک منطقهٔ مسکونی کلان‌شهری در ایالات متحده آمریکا است که در شمال شرق اوهایو واقع شده‌است. کلیولند بزرگ ۱٬۷۸۰٬۶۷۳ نفر جمعیت دارد.